# گاوانک
گاوانک (به لاتین: Gawanak) یک منطقهٔ مسکونی در افغانستان است که در کوهستانات واقع شده‌است.